# Iaijutsu
Iaijutsu (居合術) er sværd-træknings-teknikker med det japanske sværd, katana, også kaldet samuraisværd. Teknikkerne blev anvendt af samuraierne i Japans feudale tidsperiode (tidsperioden før 1868).

## Mytologi
Beviser for eksistensen af sværd og sværdkunst fra Japans 'vugge' kan findes i de tidligste overlevende former for japansk litteratur. I de to store mytologiske antologier, Kojiki og Nihon-shoki, dateret fra begyndelsen af 8. århundrede e.Kr., er alle de gamle japanske legender samlet. Det er i disse værker, at man kan finde japansk mytologi, der beskriver sammenhængen mellem kami (神), der kan tilnærmelsesvis oversættes til 'guder' og sværdkunst. For eksempel er Takemikazuchi (タケミカヅチ) en kami, der blandt andet betegnes som en sværd-gud. Takemikazuchis sværd hjalp Japans første kejser, Jinmu-tennō (神武天皇) med at skabe ro i landet.
Tengu (天狗) er overnaturlige væsener, der findes i japansk sagn, kunst, teater og litteratur. I Nihon-shoki, det 23. kapitel, fremgår en fortegnelse over de første tengu i Japan. Mange af disse fortællinger om tengu har relation til sværd og sværdkunst.

## Etymologi og historie
Iaijutsu har reference til det feudale Japan (før Meiji-restaurationen i 1868) og er forløberen for den moderne form for at trække sværdet fra saya, der blev kendt under betegnelsen iaido i 1932. I iaijutsu anvendes dog udelukkende katana, der er et skarpslebent sværd.
Historisk er det uklart, hvornår udtrykket 'iaijutsu' præcist optrådte, samt hvornår teknikker til at trække katana fra saya første gang blev praktiseret som decideret træningsform. Det japanske sværd har eksisteret siden Nara perioden (710 - 794), hvor teknikker til at trække sværdet har været praktiseret under andre betegnelser end 'iaijutsu'. Betegnelsen 'iaijutsu' blev første gang verificeret i forbindelse med Iizasa Chōisai Ienao (飯篠 長威斉 家直) (ca. 1387 – ca. 1488), stifter af skolen Tenshin Shōden Katori Shintō-ryū (天真正伝香取神道流).
Iaijutsu blev udviklet med henblik på anvendelse som selvforsvar i det daglige liv og ikke med henblik på anvendelse i forbindelse med feudale slagmark. Iaijutsu tager sit udgangspunkt i defensiv anvendelse, idet metoden bygger på at trække katana fra saya, som respons på et angreb fra en aggressor.
I dag er det stadigvæk muligt at finde grupper, som træner iaijutsu over hele verden, herunder Danmark. Iaijutsu har en meget lille medlemsskare i forhold til den moderne sværd-trækningsform iaido.
Mere om den moderne historie efter 1868 i artiklen: Iaido

## Religiøse påvirkninger af iaijutsu
Den oprindelige japanske religion, shintō og den esotiske buddhisme (mikkyō) har betydelig indflydelse på praktisering af iaijutsu.

## Praktisering
Iaijutsu må ikke forveksles med iaido, fordi der er en historisk, teknisk og metafysisk forskel på disse discipliner.
Udøvere af iaijutsu træner kun med det skarpe japanske sværd, der stiller store krav til udøverens motoriske – og mentale færdigheder på grund af sværdets vægt og skarphed, der kan medføre skader på udøveren.
Iaijutsu trænes som solo øvelser (tandoku renshu) med udgangspunkt i forskellige kropspositioner. Den klassiske samurai foretrak to kropspositioner forud for nukitsuke (trække katana fra saya). Den ene stilling er iai-goshi (hugsiddende), mens den anden stilling er tachi-ai (stående stilling). Stillinger så som tate-hiza (form for siddende stilling) og seiza (knæsiddende stilling) blev betragtet som 'døde stillinger', fordi disse stillinger begrænser bevægelsesfriheden.
Iaijutsu findes i mange varianter, fordi de forskelige klassiske japanske sværdskoler (ryū eller ryūha) er autonome og er således ikke underlagt nationale - eller internationale organisationer. I Japans feudale tidsperiode (før år 1868) eksisterede der over 400 skoler (ryū), der havde iaijutsu som pensum.
Fællestrækket for Iaijutsu kan angives i følgende begivenheder i forbindelse med håndtering af katana og saya:
a. nukitsuke (拔付) : trække katana
b. kiritsuke (切付) : skære med katana
c. chiburi (血振) : 'ryste' blodet af klingen (Ikke alle skoler foretager chiburi i form af ryste blodet af klingen.)
d. noto (納刀) : returnering af katana til saya

Det er en udbredt myte, at samuraien fjernede blodet fra klingen efter brug (kiritsuke) ved at 'ryste' blodet af klingen, kaldet 'chiburi' (血振). Derimod aftørrede samuraien blodet af klingen på anden vis fx med en klud eller i fjendens tøj, før katana atter blev returneret til saya. Til trods for de historiske kendsgerninger bliver chiburi trænet ved nogle af de klassiske iaijutsu-skoler.
Ovenstående begivenheder skal udføres med største effektivitet samt under en flydende sammenhængende bevægelse. Temposkift optræder under de respektive begivenheder.
Praktiseringen af iaijutsu udføres traditionelt kun ved brug af katana, hvor det er vigtigt at opbygge en mental attitude, der understøtter hensigten med anvendelsen af katana.
Iaijutsu er designet til at blive anvendt i åbent terræn og ikke med henblik på indendørs træning på et trægulv. Fodarbejdets effektivitet skal derfor afstemmes i forhold til terrænet.

### System
Iaijutsu er baseret på bujutsu (武術) fra Japans feudale tidsperiode (før 1868).

### Symbolik
Historisk har Shinto æstetik sammen med 'Esoterisk Buddhisme' (mikkyō) haft den grundlæggende betydning for udøvelsen af iaijutsu. Det er således en myte, at iaijutsu har været dyrket på baggrund af Zen Buddhistisk trosretning eller på grundlag af livsfilosofien konfucianisme.

### Sport
Iaijutsu trænes ikke som sport (konkurrence).

## Ryū
Følgende eksempler er ryū (skoler) fra Japans feudale tidsperiode (før 1868), der inkluderer iaijutsu i deres pensum:
- Sekiguchi-ryū (関口流) eller Sekiguchi Shinshin-ryū (関口新心流) stiftet af Sekiguchi Yarokuemon Ujimune i ca. 1640.[22]

Dette video-klip illustrerer iaijutsu fra Sekiguchi-ryū, der foregår ved Meiji Jingu shrine, Tokyo, år 2012: https://www.youtube.com/watch?v=DvasAXkgjSg
- Shindō Munen-ryū (神道無念流) stiftet af Fukui Fukui Heiemon Yoshihira (福井兵右衛門嘉平) i starten af 1700-tallet.[23]

Dette video-klip illustrerer iaijutsu fra Shindō Munen-ryū: https://www.youtube.com/watch?v=6wcoYfsvnPU&list=PLE86948836B41C42A&index=11
- Tenshin Shōden Katori Shintō-ryū (天真正伝香取神道流) stiftet af Iizasa Chōisai Ienao (飯篠 長威斉 家直) i ca. 1447.[24]

Dette video-klip illustrerer iaijutsu fra Tenshin Shōden Katori Shintō-ryū, der foregår ved Meiji Jingu shrine, Tokyo, år 2012:https://www.youtube.com/watch?v=HMNhnVSOs9w